# Diogo Nascimento
Diogo André Santos Nascimento (Leiría, Portugal, 2 de noviembre de 2002) es un futbolista portugués que juega de centrocampista en el Olympiakos F. C. de la Superliga de Grecia.

## Trayectoria
Tras haber jugado en el Sporting de Lisboa y en el C. F. Os Belenenses, Nascimento fichó por el S. L. Benfica en 2014. Firmó su primer contrato profesional en julio de 2021.

## Selección nacional
Ha representado a Portugal a nivel internacional juvenil.

## Estadísticas

### Clubes
Actualizado al último partido disputado el 8 de febrero de 2024.
| Club                       | Div.          | Temporada     | Liga  | Liga  | Copas nacionales | Copas nacionales | Copas internacionales | Copas internacionales | Total | Total |
| Club                       | Div.          | Temporada     | Part. | Goles | Part.            | Goles            | Part.                 | Goles                 | Part. | Goles |
| -------------------------- | ------------- | ------------- | ----- | ----- | ---------------- | ---------------- | --------------------- | --------------------- | ----- | ----- |
| S. L. Benfica "B" Portugal | 2.ª           | 2021-22       | 3     | 0     | —                | —                | —                     | —                     | 3     | 0     |
| S. L. Benfica "B" Portugal | 2.ª           | 2022-23       | 4     | 0     | —                | —                | —                     | —                     | 4     | 0     |
| S. L. Benfica "B" Portugal | Total club    | Total club    | 7     | 0     | 0                | 0                | 0                     | 0                     | 7     | 0     |
| F. C. Vizela Portugal      | 1.ª           | 2023-24       | 20    | 0     | 5                | 0                | —                     | —                     | 25    | 0     |
| F. C. Vizela Portugal      | Total club    | Total club    | 20    | 0     | 5                | 0                | 0                     | 0                     | 25    | 0     |
| Total carrera              | Total carrera | Total carrera | 27    | 0     | 5                | 0                | 0                     | 0                     | 32    | 0     |